# Day of the Dead: Bloodline
Day of the Dead: Bloodline es una película de acción y terror dirigida por Hèctor Hernández Vicens, y escrita por Mark Tonderai y Lars Jacobson, basada en los personajes creados por George A. Romero. Protagonizada por Johnathon Schaech, Sophie Skelton, Marcus Vanco y Jeff Gum. Basada en la película homónima de Romero de 1985, Day of the Dead. Esta película fue estrenada el 5 de enero de 2018.

## Reparto
- Johnathon Schaech como Max.
- Sophie Skelton como Zoe Parker.
- Marcus Vanco como Baca Salazar.
- Jeff Gum como Miguel Salazar.
- Mark Rhino Smith como Alphonse.
- Cristina Serafini como Elle.
- Lillian Blankenship como Lily.
- Shari Watson como Elyse.
- Atanas Sreberev como Frank.
- Ulyana Chan como Lucy.
- Nathan Cooper como Savin.
- Vladimir Mihailov como Thomas.

## Producción
El 10 de julio de 2013 se anunció que habría una nueva versión de Day of the Dead, titulado Day of the Dead: Bloodline. Christa Campbell y Lati Grobman, dos de los productores detrás de Texas Chainsaw 3D, obtuvieron los derechos. Campbell, quien tuvo un pequeño papel en el primer remake dijo, "Queremos mantenerlo los más cercano posible a la versión de Romero. Para asegurarnos de que sus fanáticos sean felices. Estos no serán zombis escalando paredes y haciendo giros como en Guerra mundial Z." 
Campbell y Grobman tuvieron pláticas con posibles escritores para encontrar la mejor manera de adaptar la historia. La película comenzó su filmación en julio de 2016.

## Estreno
La película originalmente sería estrenada en 2017, pero el estreno fue aplazado hasta el 5 de enero de 2018.

## Recepción
Day of the Dead: Bloodline recibió reseñas sumamente negativas de parte de la crítica y de la audiencia. En la página web Rotten Tomatoes la película obtuvo una aprobación de 0%, basada en 7 reseñas, con una calificación de 2.1/10, mientras que de parte de la audiencia tuvo una aprobación de 8%, basada en 317 votos, con una calificación de 1.4/5.
En el sitio web IMDb los usuarios le dieron una calificación de 3.4/10, sobre la base de 5727 votos. En la página FilmAffinity tiene una calificación de 3.0/10, basada en 555 votos.